# Tom Blomfield
Tom Blomfield (11 agosto 1985) è un imprenditore britannico, conosciuto per essere un imprenditore seriale e group partner di Y Combinator.

## Biografia
Blomfield è nato e cresciuto nel Buckinghamshire. Suo padre era un imprenditore e aveva fondato una società di ingegneria intorno ai 35 anni. Blomfield ha trascorso la sua infanzia imparando linguaggi di programmazione, praticando sport e cantando, anche se è stato rifiutato dal coro della scuola perché stonato e insensibile. Ha frequentato la selettiva Dr Challoner's Grammar School di Amersham. La sua prima attività fu la creazione di un sito web per un agente immobiliare locale, al quale Blomfield fece pagare 250 sterline per la pagina web e 3 sterline per casa da aggiungere dopo aver ricevuto istruzioni.
Ha conseguito una laurea in Giurisprudenza presso l'Università di Oxford.
Trascorre il suo tempo libero producendo ceramiche, e ha viaggiato nell'Africa orientale, tra cui Kenya, Uganda, Ruanda e Zanzibar. È stato critico nei confronti dell'ambiente imprenditoriale della Silicon Valley, definendolo una distopia a causa della sua "disuguaglianza di ricchezza e della mancanza di provvedimenti per i senzatetto e la salute mentale".

## Carriera
Nel 2004 mentre era a Oxford, ha ricevuto un premio di 1.000 sterline per la vittoria in un concorso di business plan organizzato da Oxford Entrepreneurs, nel quale proponeva un eBay per studenti. Questo progetto, chiamato Boso.com, si espanse in 50 università in tutto il Regno Unito, e Blomfield gestì l'azienda dal 2004 al 2006. Nonostante questo sviluppo, nella sua fase iniziale, l'azienda ha faticato a reperire fondi a cousa degli scarsi contatti con potenziali investitori. Successivamente, mentre gli altri due soci dell’azienda si recarono nella Silicon Valley per partecipare al programma Y Combinator, Blomfield non prese parte all’iniziativa in quanto impegnato con gli esami universitari. L'attività è stata venduta a una società canadese e successivamente è stata trasformata in Auctomatic, uno strumento di vendita per gli utenti eBay.
Blomfield ha poi studiato all'Università Panthéon-Assas dal 2005 al 2006, ed è tornato a Oxford per studiare per un master in Giurisprudenza dal 2007 al 2008. Dopo alcuni stage presso studi legali ha deciso di non intraprendere la professione di avvocato.
Dopo aver lasciato Oxford, ha lavorato inizialmente come consulente associato presso OC&C Strategy Consultants, occupandosi di "cibo per cani e gatti, seggiolini per auto, pizze surgelate, recupero crediti e una società che ha ristrutturato le compagnie aeree passeggeri, oltre ad alcune catene di pub".

### GoCardless
Blomfield ha co-fondato la società GoCardless con sede nel Regno Unito nel gennaio 2011 con Hiroki Takeuchi e Matt Robinson. La società è salita alla ribalta dopo aver ricevuto un investimento di 125.000 sterline da Y Combinator. Blomfield rimase nella Silicon Valley e durante i suoi tre anni presso l'azienda raccolse circa 35 milioni di sterline di investimenti e assunse 100 persone. Quando GoCardless nominò formalmente Hiroki Takeuchi come CEO nel 2013, lasciò la società pur mantenendo una quota nella società valutata tra 50 e 100 milioni di sterline) e si trasferì a New York per lavorare per il sito di incontri Grouper social club come responsabile della crescita del business. Blomfield ha lasciato Grouper nel 2014, due anni prima della sua chiusura.

### Monzo
Dopo una breve esperienza lavorativa presso la Starling Bank, nel 2015 ha fondato la banca digitale Mondo, successivamente rinominata Monzo che nel suo primo round di investimento ha raccolto 1 milione di sterline in 96 secondi.
Ad aprile 2020 Blomfield ha annunciato che avrebbe rinunciato al suo stipendio per un anno per aiutare la sua azienda durante la pandemia di COVID-19. A maggio dello stesso anno ha annunciato che si sarebbe dimesso dalla carica di amministratore delegato di Monzo e avrebbe assunto il ruolo di presidente della società. Nel gennaio 2021 ha annunciato che lascerà definitivamente l'azienda.

## Premi e riconoscimenti
È stato nominato Ufficiale dell'Ordine dell'Impero Britannico nel 2019 per i servizi volti a migliorare la concorrenza e l'inclusione finanziaria nel settore bancario.
Il 16 febbraio 2024 l'Evening Standard lo posiziona al cinquantaquattresimo posto nella sua "Tech Rich List", che raccoglie gli imprenditori più ricchi nel settore tech britannico, con un patrimonio di 158,1 milioni di sterline.